# Computertomografie

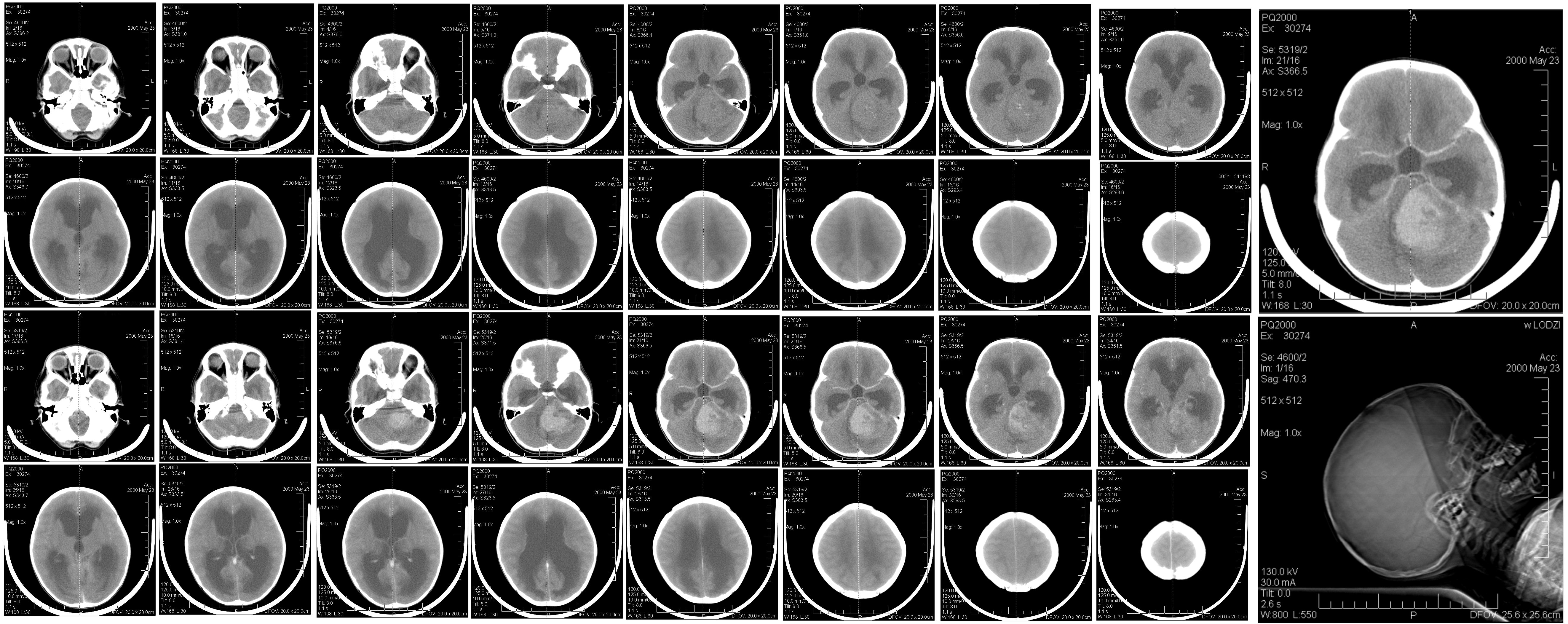
CT-scan van het hoofd (met tumor).
We zien op de doorsneden vooral het schedelbot goed.
Rechtsonder staat een overzichtsplaatje met lijnen die de afgebeelde niveaus aangeven, van het kruinkapje tot de schedelbasis. De hersenen en de ventrikels daarin zijn op de grote versie (klik op de foto) net zichtbaar. De bovenste 14 plaatjes zijn gemaakt zonder, de onderste 14 met contraststof. Hierbij is te zien dat de tumor (een medulloblastoom) aankleurt en duidelijk is te onderscheiden.

CT-scanner in gebruik

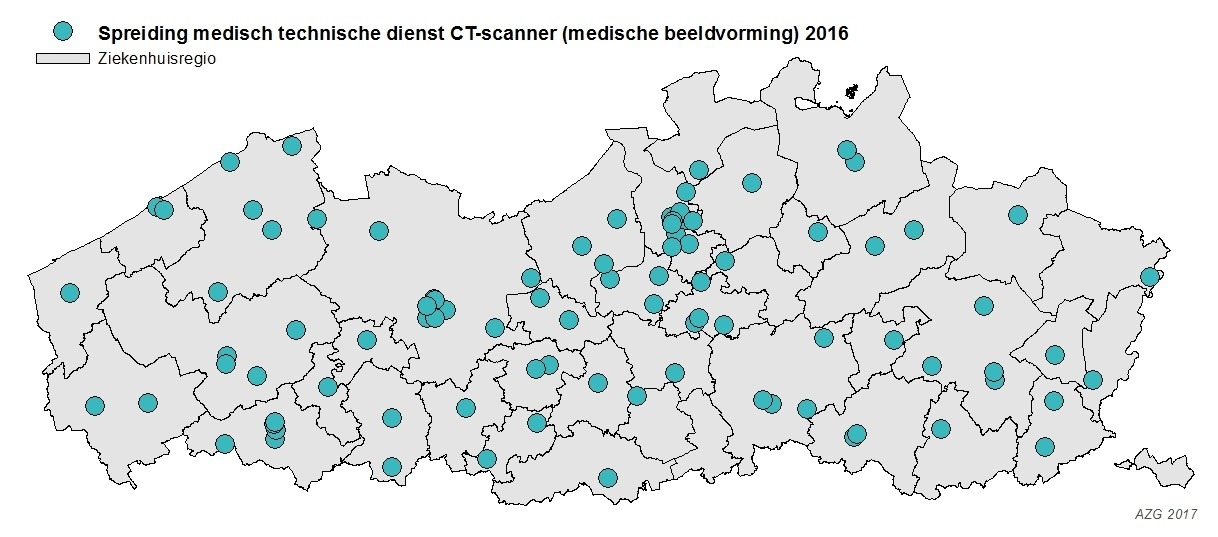
Spreiding van CT-scanners bij ziekenhuizen in Vlaanderen (2016).

Computertomografie (meestal afgekort tot CT van "computed tomography", ook wel tot CAT van "computer-assisted tomography") is een tomografische onderzoeksmethode van het menselijk lichaam. Bij deze methode wordt gebruik gemaakt van röntgenstraling. De doorlaatbaarheid van het onderzochte lichaamsdeel voor de gebruikte straling, wordt in een CT-scan vanuit een groot aantal hoeken rondom in een dunne plak gemeten, waarna een computer uit de resultaten een tweedimensionale weergave ervan berekent.
Een andere onderzoeksmethode waarbij beelden worden berekend, werkt niet met röntgenstraling maar met magnetische resonantie, meer specifiek magnetic resonance imaging of MRI. Daarbij worden ofwel nucleaire tracers in de patiënt ingebracht en wordt de gammastraling gemeten via een SPECT-scan of PET-scan; of er wordt met ultrasoon geluid echografie toegepast.

## Voor- en nadelen
Het grote voordeel is de uitstekende visualisering van allerlei afwijkingen, niet alleen van bot⁣, maar ook in allerlei weefsels, met een oplossend vermogen van een of enkele millimeters. Nadelen zijn bij gebruik van straling vooral de sterkere stralingsbelasting ten opzichte van conventionele röntgenfoto's (één röntgen-CT-scan is ruwweg het equivalent van 200 röntgenfoto's). Een ander nadeel is de kostbare apparatuur die nodig is.
Een nadeel van het gebruik van nucleaire tracers met gamma-straling is de lange opnametijd (tot 1 uur) en de korte halveringstijd van sommige tracers, waardoor het onderzoek onmiddellijk na het inspuiten van de tracer moet worden ingezet.
Tevens is het voor de patient niet altijd akoestisch comfortabel; de mechanische beweging van de camera's brengt veel geluidsoverlast en trillingen teweeg.

## Geschiedenis
De grondslagen van de computertomografie werden gelegd door de Amerikaan Allan Cormack. Hij combineerde op papier de beeldvormende mogelijkheden van de in 1895 door Röntgen ontdekte straling met bepaalde wiskundige technieken. Het resultaat publiceerde hij in 1963. Omdat de computers nog niet voldoende rekencapaciteit hadden, duurde het tot 1969 voordat de Engelsman Godfrey Hounsfield (werkzaam bij EMI Central Research Laboratories) een eerste CT-scanner kon ontwikkelen. De resultaten waren veelbelovend en leidden tot de bouw van een hersenscanner voor klinische toepassingen. Deze eerste CT-scanner werd in het Atkinson Morley Hospital in het Engelse Wimbledon geïnstalleerd, en op 4 oktober 1971 werden daar de eerste klinische CT-beelden gemaakt. Het duurde ongeveer 9 uur voor het nog vrij grove beeld van de hersenen van een vrouwelijke patiënt beschikbaar was, maar de doorbraak had plaatsgevonden en het zoeken naar verbeteringen in de CT-techniek werd met kracht voortgezet. In 1979 kregen Hounsfield en Cormack de Nobelprijs voor Geneeskunde.
Op 30 juli 1975 werd in Nederland in het Wilhelmina Gasthuis in Amsterdam de eerste CT-scan (van de hersenen) gemaakt. De eerste lichaamscanners die zich ook in Nederland al snel daarna aandienden, werden in eerste instantie vanwege de lange scantijden en het feit dat er voor dit soort onderzoeken ook andere beeldvormende technieken aanwezig waren, wat sceptisch ontvangen. Dit veranderde met de introductie
van de volgende generatie scanners die in enkele seconden voor beeld konden zorgen.
Vanaf het begin heeft Philips Medical Systems een belangrijke rol weten te spelen. Met de modellen Tomoscan 300 (1977) en Tomoscan TX (1987), en later met de Tomoscan AVEP (1996), die reconstructietijden van minder dan een seconde binnen bereik bracht, heeft Philips steeds vooraan gelopen in de computertomografie. Voor de toekomst wordt gedacht aan nieuwe vormen van beeldverwerking en combinaties van CT-technieken met andere vormen van diagnostisch onderzoek. Doch Siemens AG Medical Systems is nog altijd de grootste speler op de CT-scan-markt.
Toshiba introduceerde in 2007 de eerste dynamic volume CT, de Aquilion ONE. Met 320 detectorrijen en 640-slice reconstructie is dit systeem als enige in staat om per rotatie 16 cm van het lichaam te scannen. Hierdoor kunnen gehele organen als hart, hersenen en lever in één enkele rotatie keer van 350ms worden gescand. Dit heeft als groot voordeel dat organen dynamisch kunnen worden weergegeven, zodat ook de orgaanfunctie en perfusie snel en eenvoudig in beeld worden gebracht.

## Techniek
Aan de ene kant van de patiënt bevindt zich een röntgenbron, aan de andere kant een röntgendetector. De bron geeft een smalle bundel straling af die in een rechte lijn door de patiënt heen gaat en door alle weefsels waardoorheen hij passeert wordt verzwakt. De sterkte van de resterende straling wordt gemeten door de detector. Dan worden de bundel en de detector iets verschoven en wordt een nieuwe meting gedaan. Uiteindelijk krijgt men een groot aantal metingen waarbij van iedere meting precies bekend is waar de detector en de bron zich bevonden. Nu maakt de computer een 2-dimensionale array aan, een denkbeeldig raster van eenheidscellen, bijv. een vierkant van 100 × 100 cellen die allemaal overeenkomen met een stukje weefsel van 2×2 mm in het vlak waarin gemeten is. Een manier om hieruit de oorspronkelijke röntgendichtheden van de weefsels terug te berekenen is het terugprojectie-algoritme: van een meting wordt de dichtheid genomen, en gekeken door hoeveel en welke cellen deze straal gepasseerd is. In eerste instantie wordt nu aan ieder van de bij deze meting gepasseerde N cellen 1/N van de gemeten dichtheid opgeteld. Dit wordt voor alle metingen herhaald. Om het contrast te verhogen kan eventueel van alle cellen een gelijke waarde worden afgetrokken. In de praktijk wordt tegenwoordig van andere, efficiëntere methoden gebruikgemaakt.